# Шанкер, Луис
Луис Шанкер (англ. Louis Schanker; 1903—1981) — американский художник-абстракционист.

## Биография
Шенкер родился и вырос в Бронксе в Нью-Йорке. Его родителями были портной Сэмюэл (Шапса) и Фанни (Эстер-Фейга Рознер) Шейнкер, евреи румынского происхождения. У него было пять братьев и сестер. В раннем возрасте у него проявился интерес как к искусству, так и к музыке. Шанкер посещал художественные курсы в Cooper Union, Образовательном альянсе и Лиге студентов-художников Нью-Йорка, где он познакомился с Барнеттом Ньюманом, Марком Ротко и Милтон Эвери. В это время он жил в студии без горячей воды с братьями Сойер, Хаимом Гроссом и Адольфом Готтлибом. В 1920 году он путешествовал по всей стране. Присоединился к Sparks, а затем к цирку братьев Ринглинг, Барнума и Бейли, позже работал в молотильщиком пшеницы на великих равнинах. Что нашло отражение в его работах: цирковые фрески, сделанные для детской больницы Neponsit Beach, а также гравюра «Человек молотит пшеницу».
Около 1924 года он вернулся в Нью-Йорк, арендовал другую студию и возобновил творчество. В 1931 и 1932 годах посещал занятия в Академии Гранд-Шомьер, рисовал и путешествовал по Франции, Италии и Испании и вернулся в США как кубист. В 1933 году прошла первая персональная выставка в галерее современного искусства, а также впервые был выставлен в музее Уитни в 1936 году.
Федеральное правительство спонсировало программы помощи людям во время депрессии 30-х годов. Художники были включены в Проект общественных произведений искусства, а затем в Федеральный художественный проект WPA . Шенкер участвовал в обоих с 1933 года. Он был художником и научным руководителем отделов фрески и графики. В отделении Нью-Йорка он работал со многими другими художниками, включая Джексона Поллока, Ли Краснера, Бургойна Диллера, Байрона Брауна, Милтона Эвери и Стюарта Дэвиса . Это были тяжёлые времена для художественного сообщества. В 1935 году он и другие (Илья Болотовский, Бен-Сион, Марк Ротко, Адольф Готлиб, Джозеф Солман, Чачбасов, Лу Харрис и Ральф Розенборг) сформировали группу под названием «Десятка» (Несогласные с Уитни) как протест против отсутствия поддержки американских художников-абстракционистов Музеем Уитни, который сосредоточился на репрезентативном искусстве. Но, Шенкер и Болотовски оказались в неловком положении, так как их работы были показаны на ежегодной выставке музея Уитни в 1936 году — в то же время, когда начался протест. Другая группа, основанная в 1936 году, членом которой был Шенкер, американские художники-абстракционисты (ААА), возникла, чтобы способствовать пониманию абстрактного искусства в обществе.

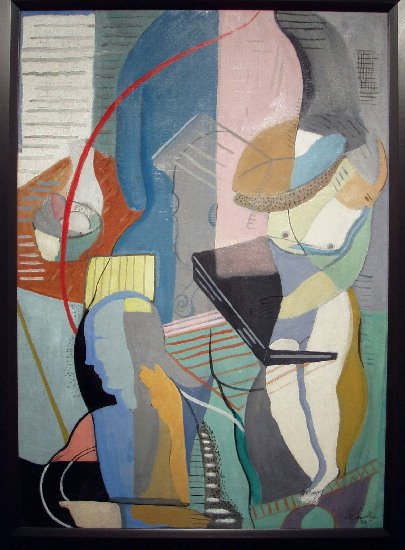
„Абстракция с музыкальными инструментами“ Шанкера

Шанкер был радикалом среди радикалов. Его „конгломераты цветовых пятен, между прочим“, писал искусствовед Эмили Дженауэр в 1935 году, „неизбежно оттолкнет немалую часть посетителей галереи“. Тем не менее, работа оказалась популярной на нью-йоркской арт-сцене.
К 1937 году даже часто враждебно-настроенный критик из „Нью-Йорк Таймс“ Эдвард Алден Джуэлл поменял своё отношение к его работам. Говоря о главной настенной росписи Шенкера в студиях муниципального строительства WNYC в Нью-Йорке, Джуэлл отметил, что у Шенкера есть „ощущение лирического чувства“. В 1938 году Art News объявили, что картина „Восхитительная уличная сцена из моего окна“ вызывает восхищение изысканностью цвета и калейдоскопичностью форм в плоской геометрии».

Десять лет спустя Шанкер писал: 
 Хотя большая часть моей работы обычно классифицируется как абстракции, все мои работы развиваются из естественных форм. Я испытываю большое уважение к формам природы и неотъемлемой необходимости выражать себя по отношению к этим формам. 
 С 1949 года, Шенкер перешел к преподаванию, сначала в Новой школе социальных исследований, а затем в Бард-колледже. В журнале Life Magazine за январь 1955 года в статье «Возвращение искусства» он описывается как «как один из первых американских художников-гравёров по дереву, который создавал абстракции, Шанкер обучал или оказывал влияние на целое поколение талантливых молодых художников».
Он был одним из главных печатников 1930-х годов. Он продолжал оставаться активным участником нью-йоркской арт-сцены — участвуя во групповых и персональных выставках, включая две выставки (1943 и 1974) в Бруклинском музее и ретроспективу 1978 года в «Ассоциированных американских художниках» . Всего в нескольких кварталах от больницы, в которой он умер в 1981 году, в галерее Мартина Даймонда состоялась большая выставка его картин, скульптур и гравюр, а его работы были выставлены в Музее американского искусства Уитни .
27 декабря 1960 года он женился на сценической актрисе и певице Либби Холман. Так же она была активисткой, борющейся за гражданские права. Благодаря ее щедрости в 1959 году молодой доктор Мартин Лютер Кинг-младший и его жена Коретта смогли поехать в Индию, чтобы воочию изучить ненасильственные методы, поддерживаемые Ганди. Кинг всегда был благодарен Либби за предоставленную ему возможность. Кинг, Коретта, Либби и Шанкер оставались друзьями на протяжении всей жизни.